# Каді Абдалла аль-Хаджрі
Каді Абдалла аль-Хаджрі (араб. القاضي عبدالله الحجري‎‎‎; 1911 — 10 квітня 1977) — єменський державний і політичний діяч, прем'єр-міністр Єменської Арабської Республіки.
Був убитий у Лондоні у квітні 1977 року разом з дружиною Фатмією та єменським дипломатом. Усіх трьох було застрелено в їхньому авто неподалік від Гайд-парку. Убивцю так і не було знайдено.